# USS Redfish (SS-395)
USS Redfish (SS/AGSS-395) là một  tàu ngầm lớp Balao được Hải quân Hoa Kỳ chế tạo trong Chiến tranh Thế giới thứ hai. Nó là chiếc tàu chiến đầu tiên của Hải quân Hoa Kỳ được đặt cái tên này, đặt theo tên chung của nhiều loài thuộc các chi Cá quân, cá hồng Mỹ hoặc chi Cá hồng. Nó đã phục vụ trong suốt Thế Chiến II, thực hiện được hai chuyến tuần tra, đánh chìm năm tàu Nhật Bản bao gồm một tàu sân bay với tổng tải trọng 42.615 tấn. Sau khi xung đột chấm dứt, nó được xếp lại lớp như một "tàu ngầm phụ trợ' AGSS-396 và tiếp tục phục vụ trong các cuộc Chiến tranh Triều Tiên và Chiến tranh Lạnh cho đến năm 1968. Con tàu cuối cùng bị đánh chìm như một mục tiêu ngoài khơi California vào năm 1969. Redfish được tặng thưởng danh hiệu Đơn vị Tuyên dương Tổng thống cùng hai Ngôi sao Chiến trận do thành tích phục vụ trong Thế Chiến II.

## Thiết kế và chế tạo
Thiết kế của lớp Balao được cải tiến dựa trên  tàu ngầm lớp Gato dẫn trước, là một kiểu tàu ngầm hạm đội có tốc độ trên mặt nước cao, tầm hoạt động xa và vũ khí mạnh để tháp tùng hạm đội chiến trận. Khác biệt chính so với lớp Gato là ở cấu trúc lườn chịu áp lực bên trong dày hơn, và sử dụng thép có độ đàn hồi cao (HTS: High-Tensile Steel), cho phép lặn sâu hơn đến 400 ft (120 m). Con tàu dài 311 ft 9 in (95,02 m) và có trọng lượng choán nước 1.526 tấn Anh (1.550 t) khi nổi và 2.424 tấn Anh (2.463 t) khi lặn. Chúng trang bị động cơ diesel dẫn động máy phát điện để cung cấp điện năng cho bốn động cơ điện, đạt được công suất 5.400 shp (4.000 kW) khi nổi và 2.740 shp (2.040 kW) khi lặn, cho phép đạt tốc độ tối đa 20,25 hải lý trên giờ (37,50 km/h) và 8,75 hải lý trên giờ (16,21 km/h) tương ứng. Tầm xa hoạt động là 11.000 hải lý (20.000 km) khi đi trên mặt nước ở tốc độ 10 hải lý trên giờ (19 km/h) và có thể hoạt động kéo dài đến 75 ngày.
Tương tự như lớp Gato dẫn trước, lớp Balao được trang bị mười ống phóng ngư lôi 21 in (530 mm), gồm sáu ống trước mũi và bốn ống phía phía đuôi tàu, chúng mang theo tối đa 24 quả ngư lôi. Vũ khí trên boong tàu gồm một hải pháo 4 inch/50 caliber, một khẩu pháo phòng không Bofors 40 mm nòng đơn và một khẩu đội Oerlikon 20 mm nòng đôi, kèm theo hai súng máy .50 caliber. Trên tháp chỉ huy, ngoài hai kính tiềm vọng, nó còn trang bị ăn-ten radar SD phòng không và SJ dò tìm mặt biển. Tiện nghi cho thủy thủ đoàn bao gồm điều hòa không khí, thực phẩm trữ lạnh, máy lọc nước, máy giặt và giường ngủ cho hầu hết mọi người, giúp họ chịu đựng cái nóng nhiệt đới tại Thái Bình Dương cùng những chuyến tuần tra kéo dài đến hai tháng rưỡi.
Redfish được đặt lườn tại Xưởng hải quân Portsmouth ở Kittery, Maine vào ngày 9 tháng 9, 1943. Nó được hạ thủy cùng với ba tàu ngầm chị em khác là Razorback, Ronquil và Scabbardfish vào ngày 27 tháng 1, 1944, là lần duy nhất trong lịch sử bốn tàu ngầm được hạ thủy trong cùng một ngày. Nó được đỡ đầu bởi cô Ruth Roper, và được cho nhập biên chế cùng Hải quân Hoa Kỳ vào ngày 12 tháng 4, 1944 dưới quyền chỉ huy của Hạm trưởng, Thiếu tá Hải quân Louis Darby McGregor, Jr.

## Lịch sử hoạt động

### 1944 - 1945
Sau khi hoàn tất việc chạy thử máy và huấn luyện tại vùng bờ Đông Hoa Kỳ, Redfish lên đường để hướng sang khu vực Thái Bình Dương ngang qua kênh đào Panama. Sau khi đi đến Trân Châu Cảng vào ngày 27 tháng 6, 1944, nó tiếp tục được huấn luyện bổ sung.

#### Chuyến tuần tra thứ nhất
Redfish khởi hành vào ngày 23 tháng 7, 1944 cho chuyến tuần tra đầu tiên trong chiến tranh. Vào ngày 25 tháng 8, trên tuyến hàng hải giữa Cao Hùng, Đài Loan và Manila, Philippines, nó đã phóng ngư lôi đánh chìm tàu chở hàng Batopaha Maru (5.953 tấn) lúc 13 giờ 25 phút tại tọa độ 18°31′B 120°32′Đ / 18,517°B 120,533°Đ; 17 thành viên thủy thủ đoàn cùng một số lượng không rõ binh lính đã thiệt mạng cùng con tàu. Sau đó trong eo biển Ba Sĩ vào ngày 16 tháng 9, tàu chở dầu Ogura Maru số 2 (7.311 tấn) bị hư hại do vụ nổ từ tàu Tokushima Maru sau khi trúng ngư lôi từ tàu ngầm Picuda (SS-382). Khi Ogura Maru dừng lại để sửa chữa, nó trúng ngư lôi phóng từ Redfish lúc 15 giờ 15 phút và đắm tại tọa độ 21°42′B 121°41′Đ / 21,7°B 121,683°Đ; 15 thủy thủ, ba cảnh vệ cùng 23 hành khách đã thiệt mạng cùng con tàu. Cuối cùng vào ngày 21 tháng 9, lúc 08 giờ 35 phút, nó lại phóng ngư lôi tấn công, đánh trúng ba quả vào tàu chở quân SS Mizuho Maru (8.506 tấn) khiến mục tiêu đắm tại tọa độ 18°37′B 120°41′Đ / 18,617°B 120,683°Đ; 1.313 hành khách, 81 thủy thủ cùng ba pháo thủ đã thiệt mạng cùng con tàu. Chiếc tàu ngầm kết thúc chuyến tuần tra khi quay trở về căn cứ tại Midway vào ngày 2 tháng 10.

#### Chuyến tuần tra thứ hai
Rời Midway vào ngày 25 tháng 10 cho chuyến tuần tra thứ hai, trong đêm 22-23 tháng 11, Redfish đã đánh chìm tàu vận tải Hozan Maru (2.345 tấn) tại tọa độ 24°26′B 122°46′Đ / 24,433°B 122,767°Đ. Lúc 03 giờ 30 phút ngày 9 tháng 12, nó phối hợp cùng các tàu ngầm plaice (SS-390) và Sea Devil (SS-400) tấn công Junyō, chiếc tàu sân bay trúng hai quả ngư lôi không rõ của tàu ngầm nào, bị hư hại nặng và không thể hoạt động cho đến hết chiến tranh.
Sau đó vào ngày 19 tháng 12, tại vị trí 200 nmi (370 km) về phía Đông Nam Thượng Hải, lúc 16 giờ 35 phút, Redfish đánh trúng một quả ngư lôi vào chiếc Unryū, khiến chiếc tàu sân bay mất động lực và chết đứng giữa biển. Thêm một quả ngư lôi trúng đích bên mạn phải lúc 16 giờ 50 phút đã khiến Unryū (18.500 tấn) lật úp và đắm chỉ sau mười phút tại tọa độ 28°59′B 124°03′Đ / 28,983°B 124,05°Đ; 62 sĩ quan, 1.172 thủy thủ cùng sáu hành khách dân sự đã thiệt mạng cùng con tàu. Redfish sau đó phải lặn sâu đến 232 ft (71 m) để né tránh phản công bằng mìn sâu thả xuống từ ba tàu khu trục hộ tống.
Redfish quay trở về vùng bờ Đông và đi vào Xưởng hải quân Portsmouth vào ngày 17 tháng 2, 1945 để sửa chữa. Sau khi hoàn tất nó quay trở lại Trân Châu Cảng vào ngày 23 tháng 7, và vẫn ở lại đây khi Nhật Bản chấp nhận đầu hàng vào ngày 15 tháng 8, giúp chấm dứt vĩnh viễn cuộc xung đột. Thành tích trong hai chuyến tuần tra đầu tiên trong chiến tranh đã đưa đến cho Redfish danh hiệu Đơn vị Tuyên dương Tổng thống.

### 1946 - 1968
Sau khi hoạt động tại Guam từ tháng 9, 1945 đến tháng 1, 1946, Redfish đi đến San Diego, California vào ngày 30 tháng 1. Nó lên đường vào ngày 3 tháng 3, 1947 cho chuyến đi sang Guam và Nhật Bản, rồi quay trở về vào ngày 21 tháng 6 để hoạt động thường lệ tại vùng bờ Tây và vùng biển Hawaii. Trong cuộc Chiến tranh Triều Tiên, nó khởi hành vào ngày 2 tháng 2, 1951 và hoạt động từ căn cứ Yokosuka, Nhật Bản cho đến ngày 24 tháng 6 nhằm hỗ trợ cho hoạt động của lực lượng Liên Hợp Quốc. Con tàu quay trở về San Diego vào ngày 3 tháng 7 để tiếp tục hoạt động tại vùng bờ Tây.
Vào mùa Xuân năm 1954, Redfish tham gia cảnh quay mô phỏng tàu ngầm Nautilus trong bộ phim do hãng Walt Disney Productions sản xuất dựa trên tiểu thuyết khoa học viễn tưởng Hai vạn dặm dưới đáy biển của Jules Verne; rồi đến tháng 9 năm 1957, tiếp tục có mặt trong bộ phim Run Silent, Run Deep.
Redfish được xếp lại lớp như một "tàu ngầm phụ trợ" và mang ký hiệu lườn mới AGSS-395 vào ngày 1 tháng 7, 1960.  Nó tiếp tục hoạt động tại vùng bờ Tây cho đến khi được cho xuất biên chế tại San Diego vào ngày 27 tháng 6, 1968,  và rút tên khỏi danh sách Đăng bạ Hải quân vào ngày 30 tháng 6, 1968.  Con tàu cuối cùng bị đánh chìm như một mục tiêu thực hành cho tàu ngầm Medregal (SS-480) ngoài khơi San Diego vào ngày 6 tháng 2, 1969. 

## Phần thưởng
Redfish được tặng thưởng danh hiệu Đơn vị Tuyên dương Tổng thống cùng hai Ngôi sao Chiến trận do thành tích phục vụ trong Thế Chiến II. Nó được ghi công đã đánh chìm năm tàu Nhật Bản bao gồm một tàu sân bay với tổng tải trọng 42.615 tấn.
|                           |  |  |
| Bronze star · Bronze star |  |  |

| Dãi băng Hoạt động Tác chiến                                            | Đơn vị Tuyên Dương Tổng thống        | Huân chương Chiến dịch Hoa Kỳ  |
| Huân chương Chiến dịch Châu Á-Thái Bình Dương với 2 Ngôi sao Chiến trận | Huân chương Chiến thắng Thế Chiến II | Huân chương Phục vụ Triều Tiên |